# Aristolochia paecilantha
Aristolochia paecilantha là một loài thực vật có hoa trong họ Aristolochiaceae. Loài này được Boiss. mô tả khoa học đầu tiên năm 1853.